# Groot heidens leger

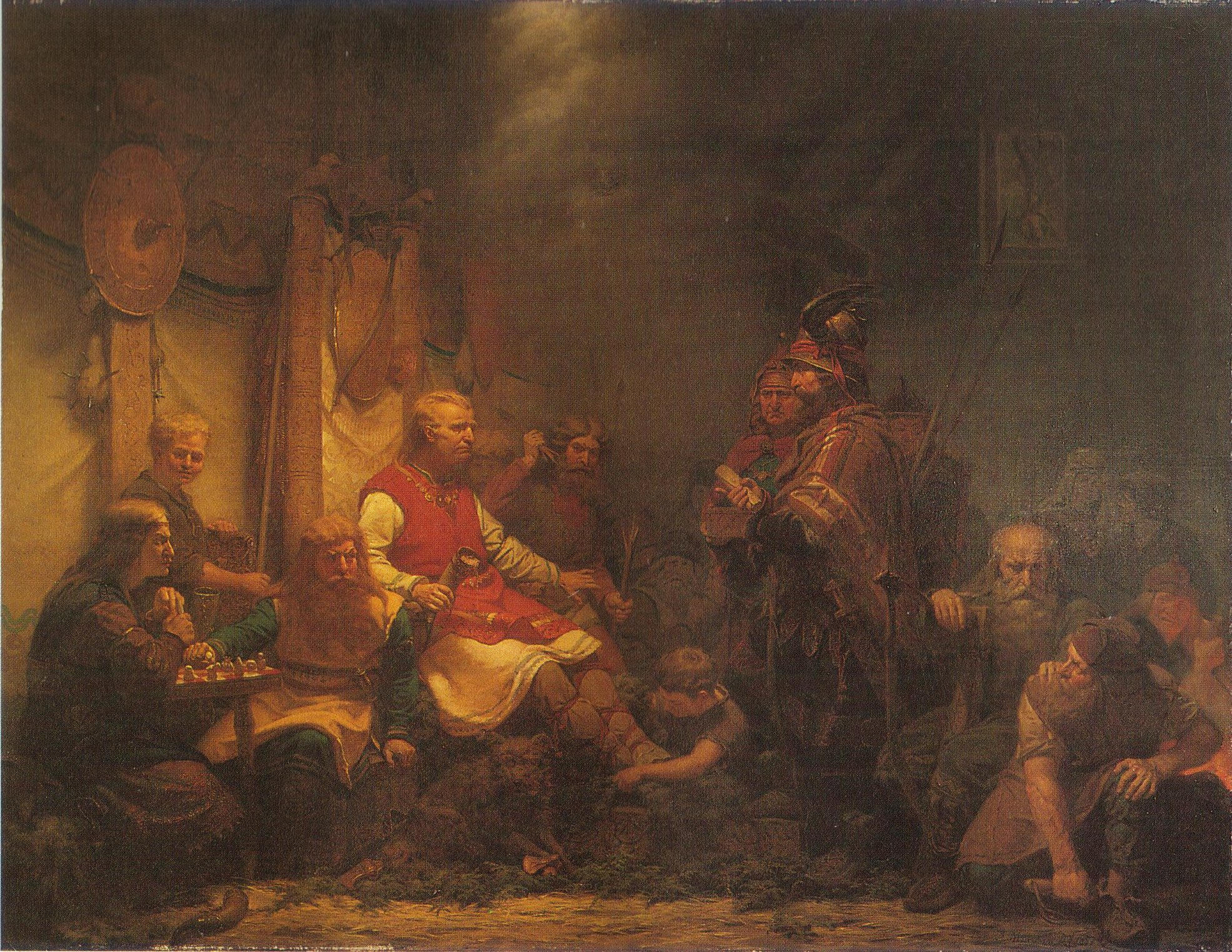
De gezant van koning Ælle van Northumbria voor de zonen van Ragnar Lodbrok

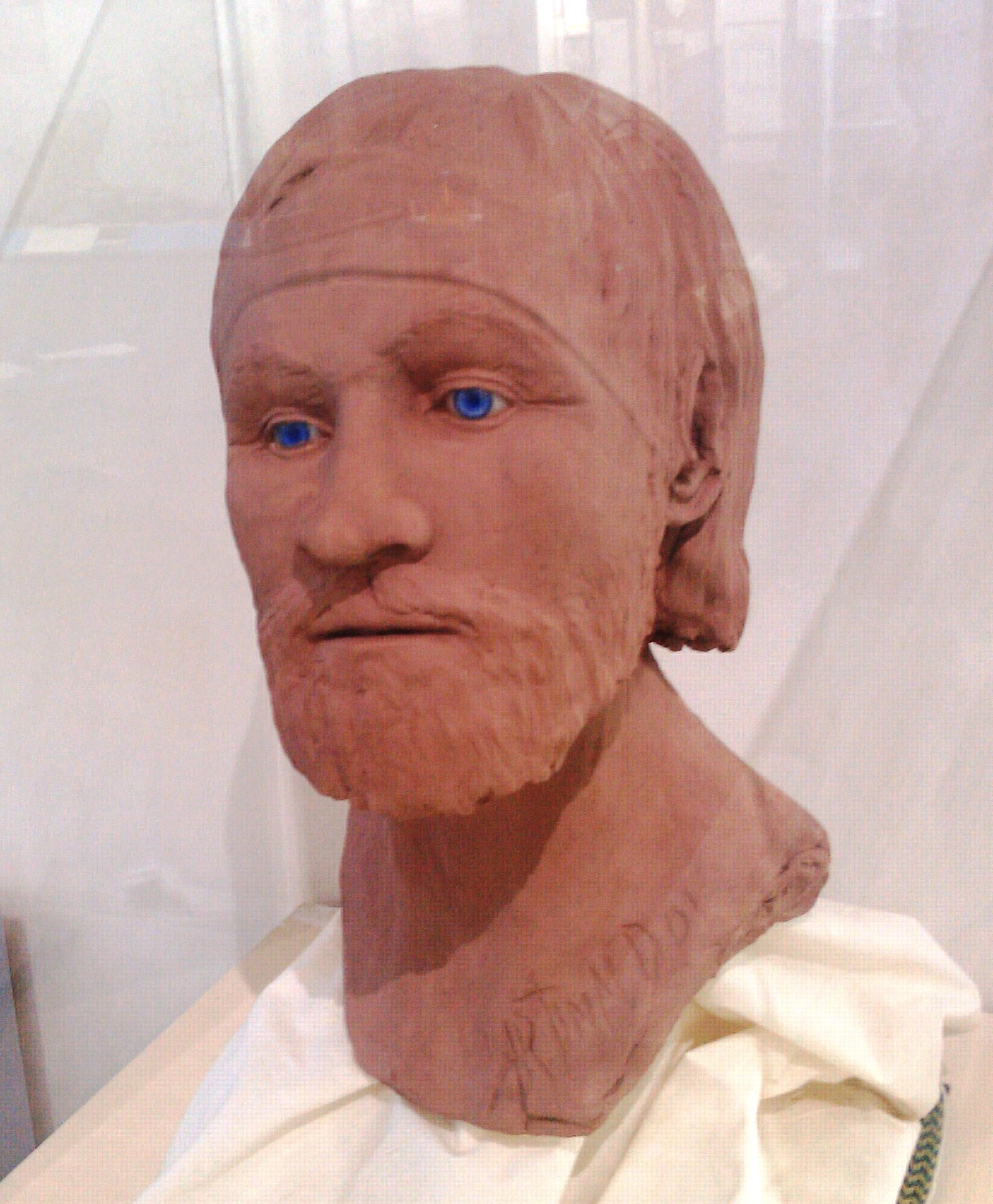
Een reconstructie van een Viking uit Repton in
Mercia. Dit model bevindt zich nu in het Derby Museum.

Het Grote heidense leger, ook bekend als het Grote leger of het Grote Deense leger, was een Vikingleger uit Denemarken dat in de late 9e eeuw een groot deel van Engeland plunderde en veroverde. In tegenstelling tot veel van de Scandinavische overvallers uit die periode geven de overgeleverde bronnen geen harde indicatie over de betrokken aantallen schepen, maar het was duidelijk een van de grootste strijdmachten van zijn soort, bestaande uit honderden schepen en vele duizenden manschappen. De naam is een vertaling van het Angel-Saksische mycel hæþen here.
Nadat het leger elders in Europa eerder al ervaring had opgedaan, landde het Grote Deense leger in het najaar van 865 in East Anglia. Het commando berustte bij Halfdan Ragnarsson en Ivar de Beenloze, met steun van hun halfbroer Ubbe Ragnarsson. Hun doel was de verovering van Engeland om zich er blijvend te vestigen. Noorse sagen zien de invasie als een reactie op de dood van hun vader Ragnar Lodbrok door toedoen van koning Ælle van Northumbria in 865, maar de historiciteit van deze bewering is onzeker.
Aan het eind van 866 veroverde het Grote heidense leger het Koninkrijk Northumbria. In 870 werd dit gevolgd door het Koninkrijk East Anglia.
In 871 arriveerde het Grote zomerleger onder leiding van de Deense koning Bagsecg uit Scandinavië. Daardoor werd het Grote heidense leger aanzienlijk versterkt. In 871 werd een invasie in het koninkrijk Wessex nog afgeslagen, maar in 874 werd ook het koninkrijk Mercia veroverd.
Bewijs van hun verblijf in Derbyshire is een massagraf voor 250 personen in Repton en enige tientallen grafheuvels met daarin resten van crematies in het nabijgelegen Ingleby.
In 874 vestigde een aanzienlijk aantal van hen zich in de veroverde gebieden. In 877 werden zij gevolgd door een andere groep. Halfdan begaf zich naar het noorden om daar de Picten aan te vallen, terwijl Guthrum als de oorlogsleider in het zuiden op de voorgrond trad. In 876 werden zij versterkt door nieuwe troepen. Guthrum won de slag van Wareham. Alfred de Grote vocht echter terug en behaalde uiteindelijk in 878 tijdens de Slag van Ethandun een overwinning op het Grote heidense leger. Daarna werd in 878 de Vrede van Wedmore gesloten.
Analyse van strontiumisotopen in beenderen op het grafveld van Heath Wood en vergelijking met planten op die begraafplaats door Engelse en Belgische onderzoekers toonden aan dat paarden en honden door de Denen waren meegebracht en dus niet inheems waren.

## Voetnoten
1. ↑  Deze reconstructie werd in 1985 in opdracht van de BBC gemaakt voor een programma met de titel Blood of the Vikings, gebaseerd op een schedel en zwaard die werden gevonden in een graf buiten de kerk van Repton.
2. ↑  Hooper, Nicholas Hooper, Bennett, Matthew (1996). The Cambridge Illustrated Atlas of Warfare: the Middle Ages. Cambridge University Press, p. 22. ISBN 0-521-44049-1.
3. ↑  Richards, Julian, et al. (2004). Excavations at the Viking barrow cemetery at Heath Wood, Ingleby, Derbyshire. Antiquaries J. (84): 23–116.
4. ↑  https://journals.plos.org/plosone/article?id=10.1371/journal.pone.0280589. Gearchiveerd op 9 juli 2023.